# Ministère des Hydrocarbures
Le ministère des Hydrocarbures de la république démocratique du Congo est le ministère responsable l'administration et la gestion des hydrocarbures.

## Missions
- Application de la législation sur les hydrocarbures ;
- Gestion du domaine des hydrocarbures et des informations y relatives ;
- Promotion de la mise en valeur des ressources pétrolières ;
- Constitution et gestion des stocks stratégiques des hydrocarbures en collaboration avec les ministères ayant les finances et l’économie dans leurs attributions ;
- Octroi des droits et titres sur les gisements des hydrocarbures et conservation des titres y afférents ;
- Suivi de l’exécution des conventions en collaboration avec les ministères ayant les finances et le portefeuille dans leurs attributions ;
- Octroi des autorisations d’importation, de transport, de stockage, de commercialisation et de fournitures des produits pétroliers ;
- Suivi et contrôle technique des activités de prospection, de recherche et d’exploitation des ressources pétrolières, des activités de raffinage, de transports et de stockage des produits pétroliers, ainsi que des activités connexes ;
- Suivi et contrôle de commercialisation des produits des hydrocarbures.

## Organisation
Le ministère des Hydrocarbures compte un effectif de 190 personnes répartis dans les structures ci-dessous hormis le cabinet ministériel :
- Cabinet
- Secrétariat général
- Direction des services généraux
- Direction des études et planification
- Direction exploration, production, raffinage et pétrochimie
- Direction distribution, transport et stockage
- Direction législation et normes
- Inspection, contrôle et suivi
- Projets pétroliers et banque de données
- Cellule de gestion des projets et marchés publics